# Vévodství Lucca
Vévodství Lucca (italsky Ducato di Lucca) bylo malé vévodství na Apeninském poloostrově, v okolí města Lucca. Vzniklo rozhodnutím Vídeňského kongresu v roce 1815 za účelem odškodnění Bourbonsko-parmské dynastie, která původně vládla v Parmském vévodství, které však bylo dáno císařovně Marii Luise Habsbursko-Lotrinské, manželce Napoleona I., aby zde vládla po jeho pádu. Po její smrti se Bourboni měli vrátit z Luccy do Parmy.
V roce 1817 se vlády v Lucce ujala Marie Luisa Španělská, bývalá španělská infantka a královna Etruského království, která vládla sice absolutisticky, ale nikoliv krutě. Snažila se vymazat stopy po vládě své předchůdkyně Élisy Bonaparte jako vévodkyni z Luccy a Piombina. Po její smrti v roce 1824 nastoupil na trůn její syn Karel II. Ludvík Parmský. V prvních letech své vlády v zemi mnoho nepobýval a její správu svěřil vládě vedené Ascaniem Mansim. V letech 1824 až 1827 vévoda cestoval po Itálii a v letech 1827 až 1833 pobýval v Německu. Poté se vrátil a věnoval se vládě ve svém malém vévodství. Mimo jiné podpořil nástup Ludvíka Filipa na francouzský trůn, ale na druhé straně podporoval karlismus ve Španělsku. Po smrti císařovny Marie Luisy se ujal vlády v Parmském vévodství a vévodství Lucca bylo připojeno k Toskánskému velkovévodství.

## Symbolika

státní znak:
1815–1824
1824–1847

státní vlajka:
1815–1818
1818–1824
1824–1847

obchodní vlajka:
1819
1820